# HOTO Business Tower
HOTO Business Tower je prvi neboder izgrađen od osamostaljenja Hrvatske. Neboder je izgrađen 2004. godine i nalazi se na zapadnoj strani Savske ceste, između Zagrepčanke i Ciboninog tornja.
Neboder je trebao imati 22 kata i visinu od 90 m ali su njegove dimenzije smanjene zbog nedostatka parkirnog prostora. 
Oko deset godina u HOTO Toweru su bili uredi Hrvatskog telekoma.